# Ektoplasma (parapsykologi)
 Der er for få eller ingen kildehenvisninger i denne artikel, hvilket er et problem. Du kan hjælpe ved at angive troværdige kilder til de påstande, som fremføres i artiklen.

 Denne artikel omhandler det parapsykologiske fænomen. Opslagsordet har også en anden betydning, se Ektoplasma.
Ektoplasma eller teleplasma er angiveligt en æterisk substans, som i spiritistiske seancer overføres fra mediets legeme i forbindelse med materialisationsfænomener, og som bruges til opbygning af de materialiserede skikkelser. Ifølge disse teorier befinder ektoplasma sig på overgangen mellem det æteriske- og det fysiske plan. Da ektoplasmaet hidrører fra mediets æteriske legeme, menes denne proces at have skadelige virkninger på mediet.
Ektoplasma siges at opløses og forsvinde, når den udsættes for almindelig belysning; en materialisation må derfor foregå i meget svag belysning.
Der findes fotografier af sådanne skikkelser, fremkaldt under en materialisation og det berettes at disse skikkelser har kunnet tale og bevæge sig, hvorpå de tilsyneladende har opløst sig i den tomme luft.
Der kendes dog også adskillige tilfælde af bedrag – det danske medium Einer Nielsen blev således i 1922 afsløret i at have skjult et gazelignende stof i endetarmen.